# Ronino
Ronino (kaszb. Ròninò, niem. Rönneberg) – wieś w Polsce położona w województwie zachodniopomorskim, w powiecie sławieńskim, w gminie Postomino przy drodze wojewódzkiej nr . Wieś jest częścią składową sołectwa Chudaczewo. Znajduje się nad rzeką Stobnica.
W latach 1975–1998 miejscowość administracyjnie należała do województwa słupskiego.